# 圓盤星系

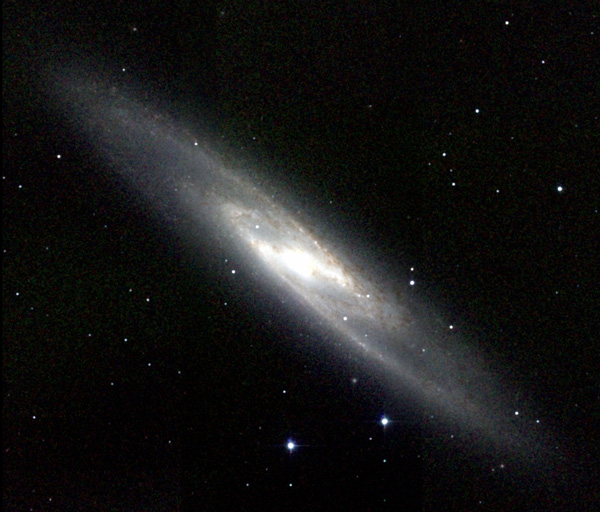
玉夫星系（NGC 253）。

圓盤星系是有著圓盤的星系，恆星被平鋪在有著圓形的體積內。這些星系的中心可以有也可以沒有像核球的圓盤。
圓盤星系包括：
- 螺旋星系
  - 沒有棒狀結構的無棒螺旋星系（unbarred spiral galaxy，類型為S或SA）
  - 棒狀結構明顯的棒旋星系（barred spiral galaxy，類型為SB）
  - 棒狀結構退化的中間棒旋星系（intermediate barred spiral galaxies，類型為SAB）
- 透鏡星系 （類型為E8、S0、SA0、SB0、SAB0）